# Pablo Silva Pérez
Pablo Francisco Silva Pérez (San Bernardo, 27 de marzo de 1960) es un técnico en electricidad industrial, político independiente, agricultor y viticultor chileno.
Desde junio de 2021 se desempeña como alcalde de la comuna de San Fernando, previamente ejerció como concejal de esa comuna en el periodo 2012-2016.

## Familia y estudios
Es hijo de Pablo Natalio Silva Beiza, ya fallecidoy de Carlota Inés Pérez Salazar. Cursó sus estudios básicos en la Escuela de Hombres de la localidad sanfernandina de Angostura y en la Escuela Pública N° 47 Carmen Bajo Melipilla, egresando de la enseñanza media en 1976 en el Liceo Industrial de San Fernando.
Posteriormente se tituló de Técnico nivel superior en Electricidad Industrial, con mención electromecánica en el Inacap y se especializó en el Centro de Asistencia Técnica en Electrónica Industrial en la Universidad de Santiago de Chile (Usach).
Luego realizó el diplomado de Ingeniería Industrial en la Universidad de Talca (1999), posteriormente el diplomado de Formación Municipal (Avante 2005). Tiene dos hijos; Valeria y Bastián.

## Trayectoria pública
Una vez finalizados sus estudios, comenzó a trabajar en el área de Mantención en «Dole Chile S.A.» planta San Fernando., en paralelo actividad privada como agricultor.
Entre sus actividades sociales, Ejerció como representante de trabajadores en el «Comité Paritario Dole Chile» durante los años 1992 y 1996. También fue presidente de la Junta de Vecinos de Angostura Sur entre 2006 y 2012., también en ese periodo fue presidente del «Comité de Pavimentación Rural» de Angostura
El año 2012 fue electo concejal por la comuna de San Fernando, en cupo RN, ejerciendo en el período 2012-2016.
Se postuló como independiente-independiente al cargo de alcalde de la comuna de San Fernando, en las elecciones municipales de 2021, donde obtuvo la primera mayoría. El 28 de junio de ese año, asumió como alcalde, por el período 2021-2024, en octubre del 2024 se volvió a postular al cargo de alcalde por el periodo 2025 - 2028, esta vez como independiente RN, resultando electo en su segundo periodo.
Sobre su gestión a cargo del municipio, se destaca la inmensa deuda, sobre todo en las áreas de salud, educación y lugares inseguros con el que recibió el municipio, producto de las negligentes administraciones anteriores, lo cual se ha dedicado ha subsanar.

## Historia electoral

### Elecciones municipales de 2008
- Elecciones municipales de 2008, para San Fernando[5]

### Elecciones municipales de 2012
- Elecciones a Concejales de 2012, para San Fernando[6] (Se agregan los candidatos más relevantes)

### Elecciones municipales de 2016
- Elecciones Alcalde de 2016, para San Fernando[7]

### Elecciones municipales de 2021
- Elecciones Alcalde de 2021, para San Fernando[8] (Se agregan los candidatos más relevantes)

### Elecciones municipales de 2024
- Elecciones Alcalde de 2024, para San Fernando[9]